# Fijnstengelige vrouwenmantel
Fijnstengelige vrouwenmantel (Alchemilla filicaulis) is een vaste plant, die behoort tot de rozenfamilie (Rosaceae).
De soort staat op de Nederlandse Rode Lijst als zeer zeldzaam en sterk afgenomen. De plant komt van nature voor in de gematigde en subarctische gebieden van Europa. Fijnstengelige vrouwenmantel onderscheidt zich van de bergvrouwenmantel door de geringere beharing en de meer niervormige en vlakkere bladeren. Het aantal chromosomen is 2n = 103 - 110.

## Kenmerken
De fijnstengelige vrouwenmantel is 10 tot 30 cm hoog en vormt wortelstokken. De niervormige bladeren zijn 3 tot 8 cm breed. De rand van het blad is gekarteld.
De geelgroene, 3 - 6 mm brede bloemen bloeien van mei tot in de herfst. De bloemstelen zijn ook in het bovenste deel rondom behaard. De kelkbuis is meestal vrij dicht behaard. De kelkbladen zij iets korter tot iets langer dan de kelkbuis. De bloemen bestaan uit vier kelkbladen en vier bijkelkbladen, waarbij de bijkelkbladen veel kleiner zijn dan de kelkbladen.
De vrucht is een eenzadige, 1,5 mm lange en 1 mm brede dopvrucht.

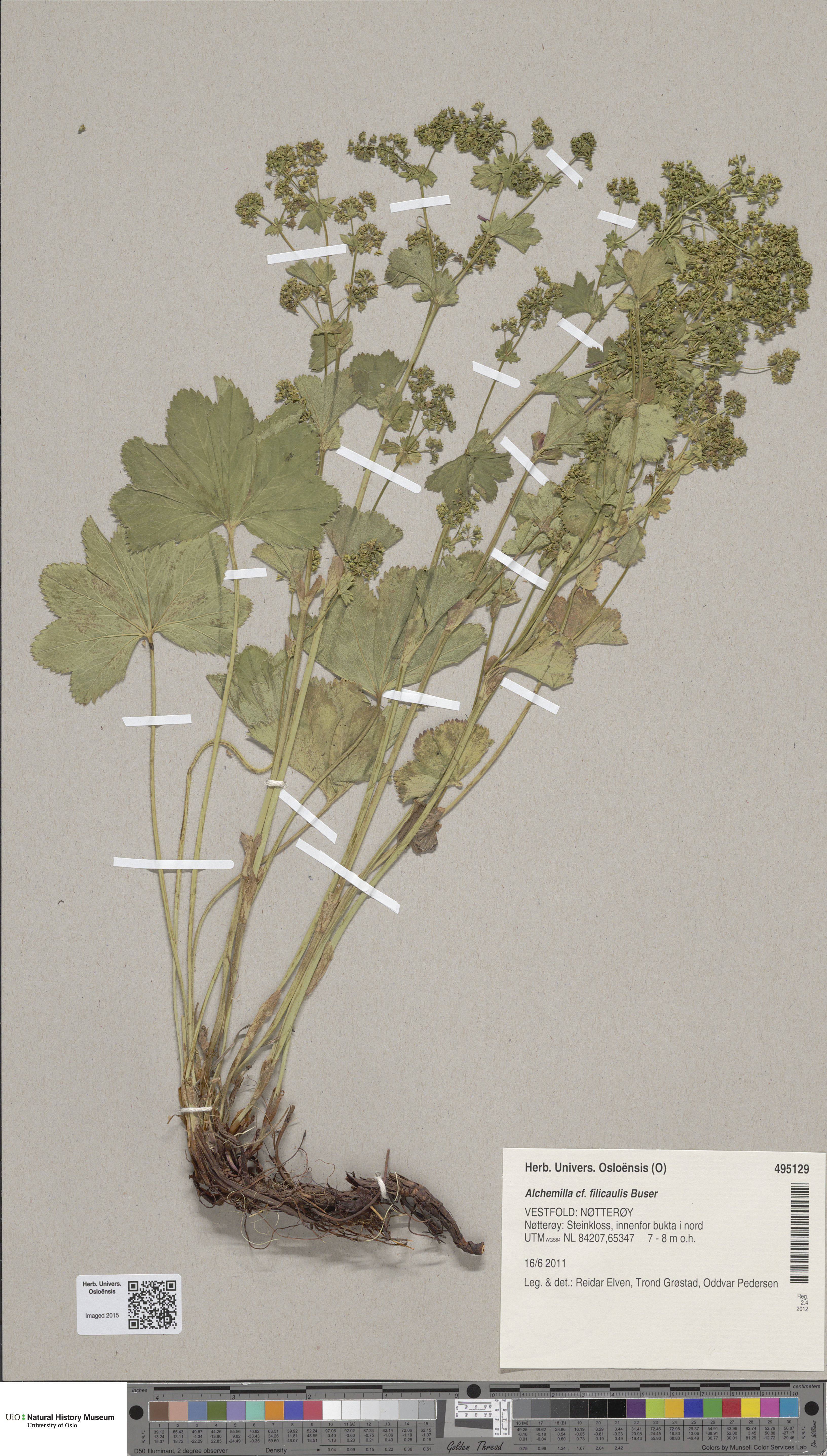
Herbarium
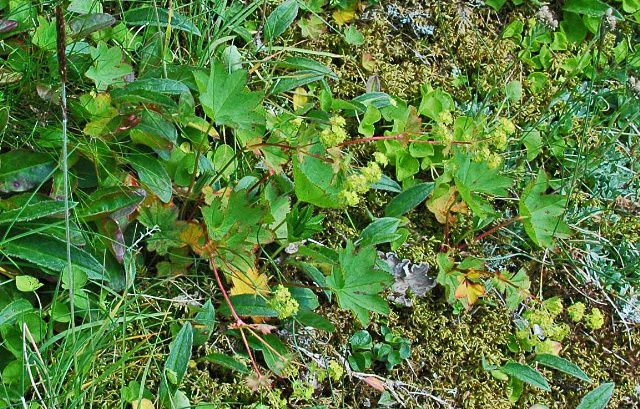
Plant
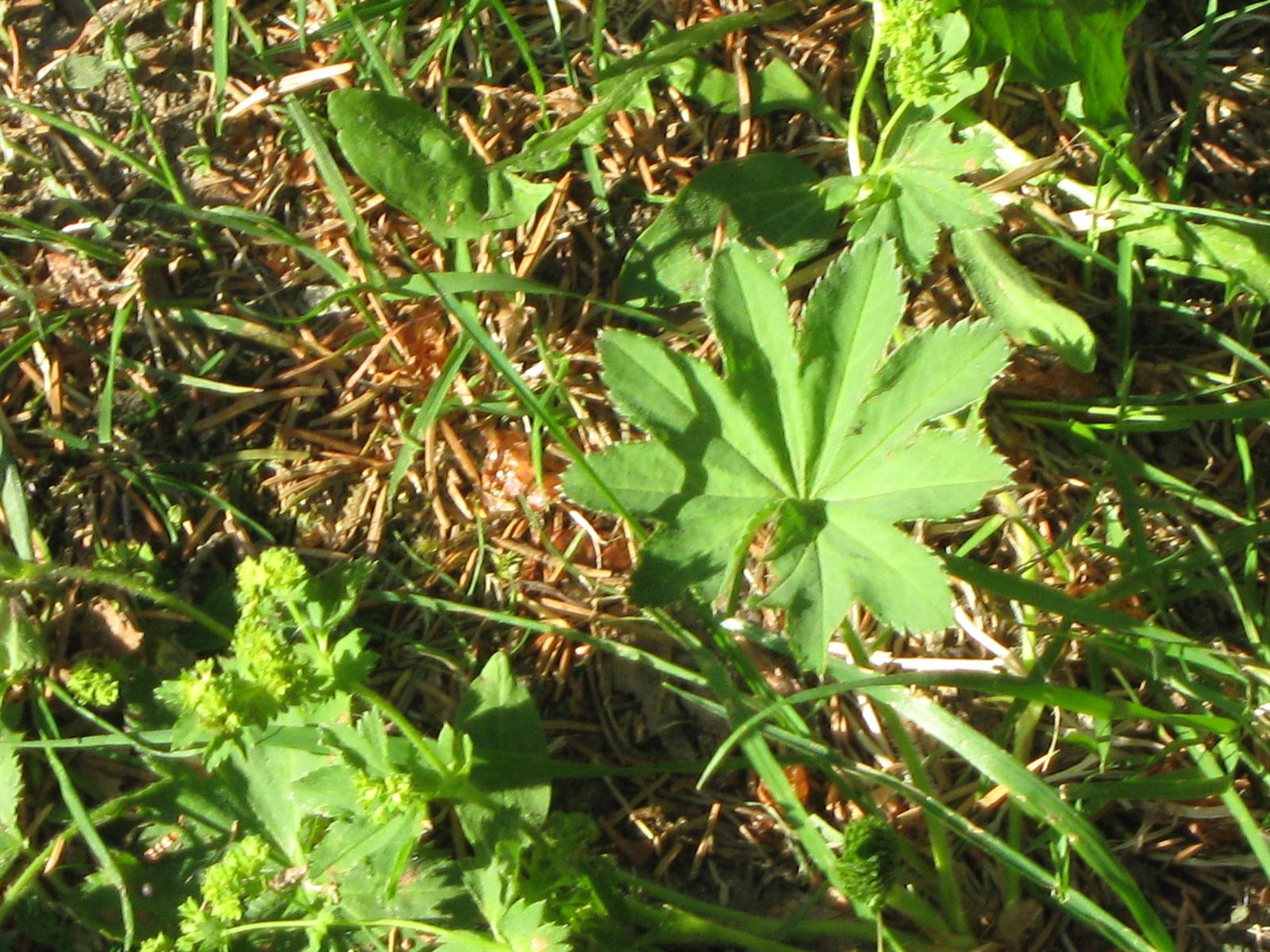
Blad
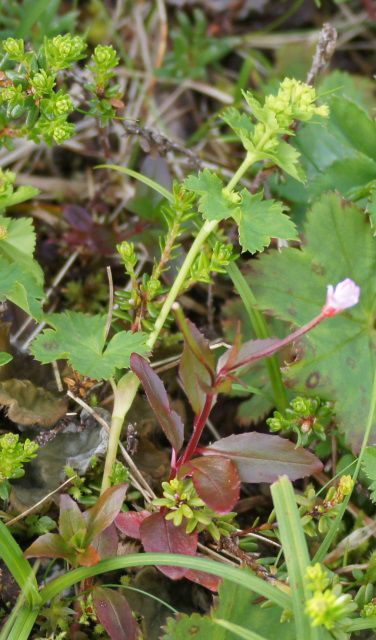
Bloeiwijze

De plant komt voor op natte tot vochtige grond in bermen, slootkanten en beekoevers.